# استشراب

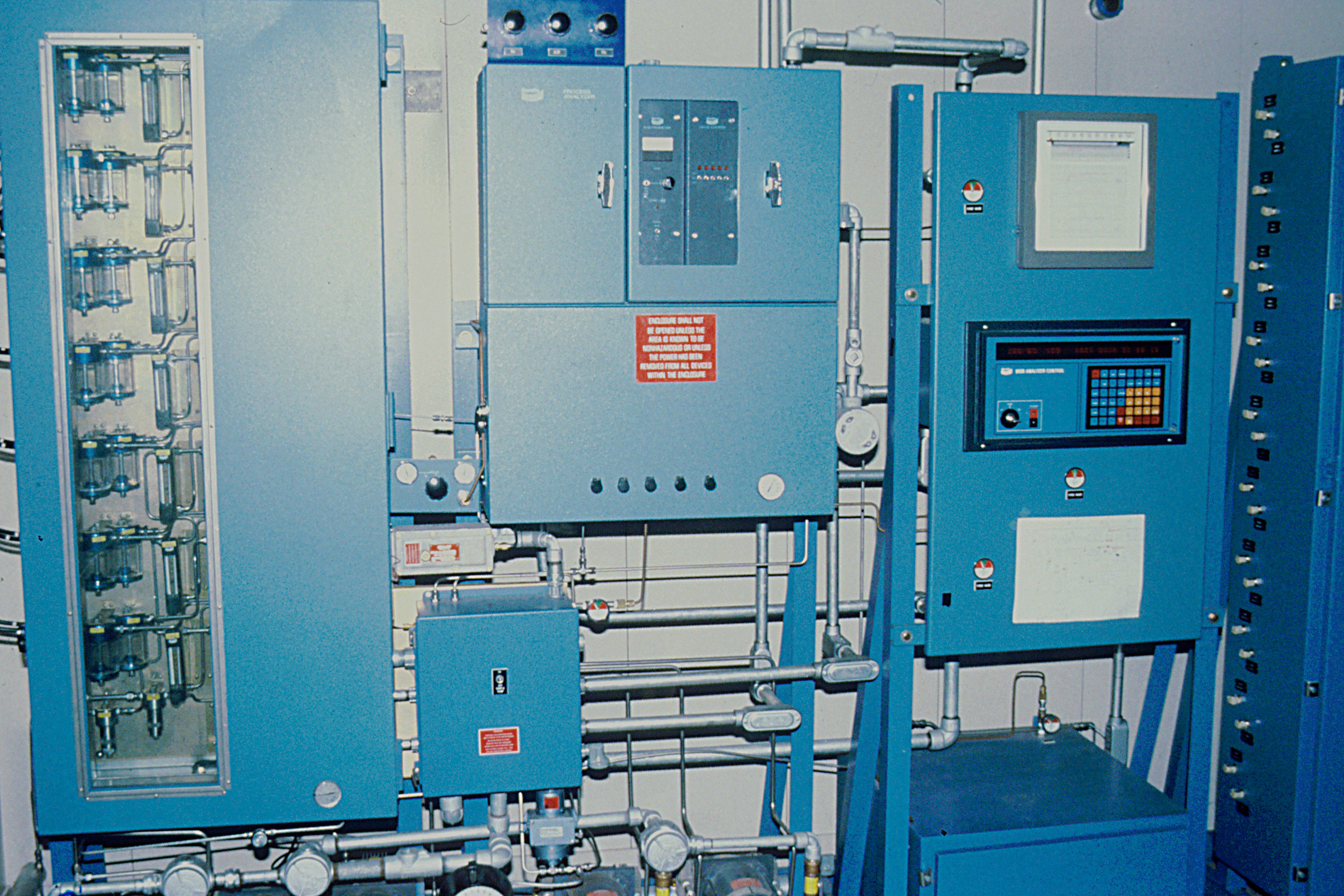
يظهر في الصورة جهاز استشراب متطور. يقوم هذا الجهاز بتسجيل تركيزات الأكريلونتريل في الهواء عند نقاط عدة في أنحاء المختبر الكيميائي.

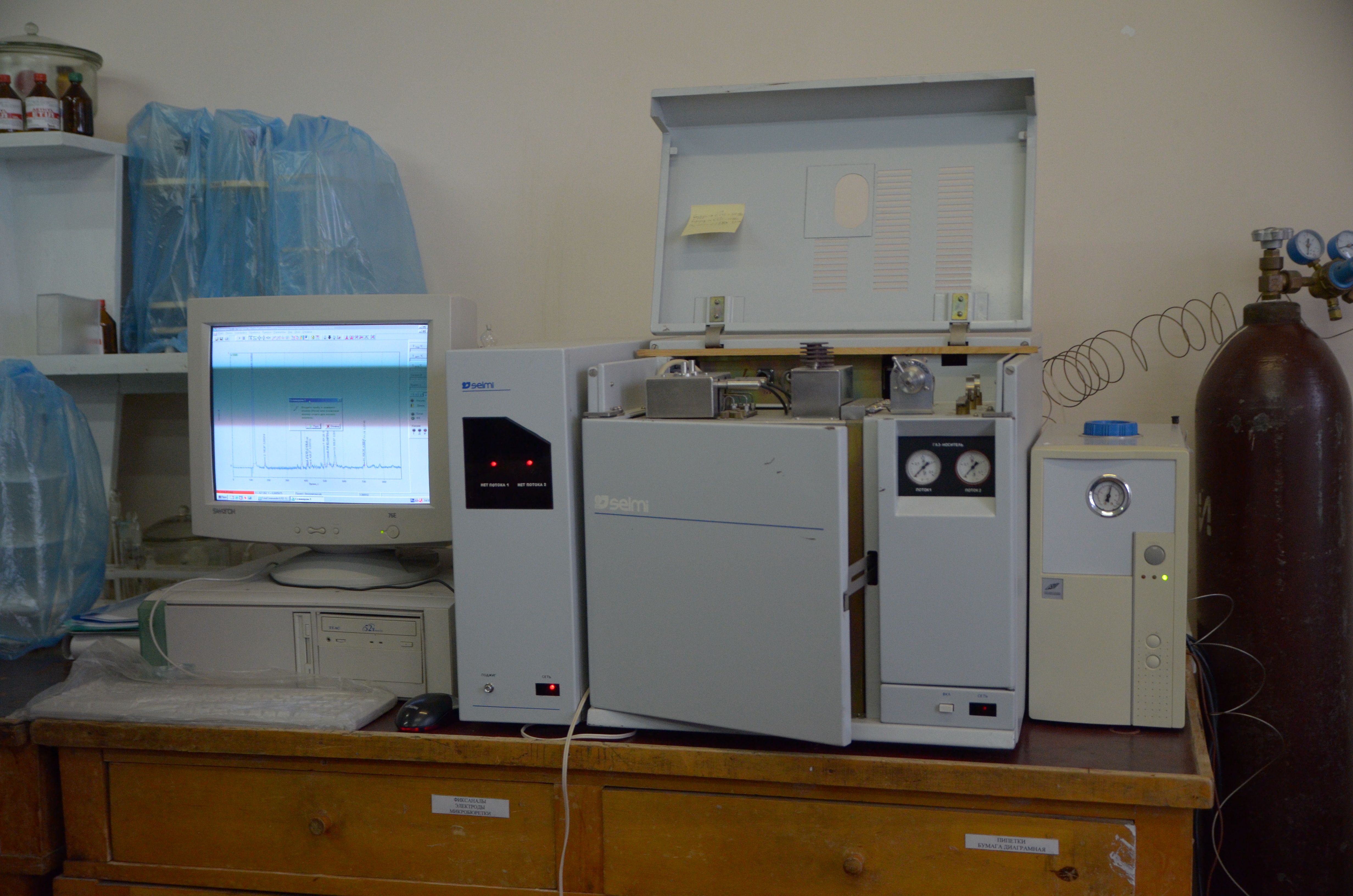
استشراب غازي

الاستشراب أو الفصل الاستشرابي أو الاستشرابية (بالإنجليزية: Chromatography)‏ أو نقحرة: الكروماتوغرافيا أو الكروماتوجرافية أو الكروماتوجرافيا أو الفصل الكروماتوغرافي أو الرِّسامة اللونية طريقة لفصل وتنقية المواد الكيميائية المختلطة. تعتمد الطريقة على توزع مكونات المخلوط بنسب مختلفة بين مكوني نظام ثنائي أحدهما متحرك والآخر ثابت. يمكن تصنيف طرق الكروماتوغرافيا المختلفة على أساس مكونات النظام الثنائي، فمثلا كروماتوغرافيا الطور صلب-سائل تستخدم مكونا صلباً مثل السيليكا أو الألومينا وأوراق الترشيح ومكونا سائلا متحركا كأي مذيب كالماء أو المذيبات العضوية.
يعتمد الاستشراب الغازي على الطور صلب-غاز تستخدم سائلا ممتزا على صلب مكونًا ثابتًا وأحد الغازات مكونًا متحركًا.

## التاريخ وتأثيل المصطلح
نشأت فكرة التحليل الكرماتوغرافي على يد العالم الروسي ميخائيل تسيفت سنة 1901م عندما حاول فصل الصبغات النباتية الملونة، ولهذا أسماها (باللاتينية: Chromatographie) (من كلمة chroma باللاتينية ومعناها بالعربية لون وGRAPHICVS تعني الكتابة أو الرسم) إذ تمكن تسيفت في تجربته من فصل عدد من صبغات النباتات المختلفة عند تمرير محاليلها في عمود مكدس بمسحوق كربونات الكالسيوم، فظهرت تلك الأنواع المفصولة من الصبغات على شكل قطاعات ملونة على العمود، وذلك يفسر اختياره للاسم Chromatography، إذ البادئة chroma تعني لون.
تُرجمت كلمة Chromatography إلى العربية بالوصف اللوني أو الفصل اللوني أو التفريق اللوني أو التحليل اللوني، وذلك بمحاولات ترجمة حرفية للبادئة chroma والتي تعني لون؛ وإن كان المقصود بالكروماتوغرافيا هو فصل المواد الملونة، بالمعنى الحرفي للكلمة، فقد أصبح مفهوم المصطلح اليوم أوسع من هذا المفهوم الضيق. إذ لا علاقة للون بالشكل الحديث لتقانة الفصل، فهي تُستعمل الآن بنجاح في فصل جميع المواد غير الملونة من مخاليطها سواء الصلبة أو السائلة أو الغازية.
تحمل بعض مزيدات الجذر (ش ر ب) في العربية، وهي أَشْرَبَ واستشْرَب، معنى الإشباع باللون. وذكر الفيزوزأبادي في (القاموس المحيط): "استشرب: اشتد لونه." وزاد عليه (تاج العروس): "أَشْرَبَ اللَّونَ: أَشْبَعَه، وكُلُّ لَوْنٍ خَالَطَ لوناً آخر فقد أُشْرِبَه" و"تَشَرَّبَ الصِّبْغُ فِي الثَّوُب: سَرَى". واشتق محمد هيثم الخياط في معجمه الطبي الموحد من الجذر مصطلح (استشراب) اسماً للعملية و(استشرابي) صفةً و(مِشْرَاب) اسماً للآلة التي تستعمل في الاستشراب. وزاد عليه منير البعلبكي تعريفاً هو "فصل المزائج الكيميائية إلى مكوناتها من طريق عملية امتزاز تتم بواسطة بعض المواد الصلبة"، وتصريفا للفعل هو (يستشرِب)، وعرَّفه: "يَستخدِم طريقة الاستشراب لفصل المواد"، و(المُسْتشرَبة) اسماً للمخططات الناتجة عن الاستشراب. واعتمد مجمع اللغة العربية بدمشق مصطلح الاستشراب في إصدار معجمي لاحق سنة 2014م، والمجلس الأعلى للغة العربية في الجزائر عام 2022. وأحمد شفيق الخطيب في معجم المصطلحات العلمية ورمزي البعلبكي في مورده كما يرد لفظ استشراب في عدد من القواميس والمعاجم الأخرى المتخصصة.
اقترض مجمع اللغة العربية بالقاهرة مصطلح كروماتوغرافيا نقلاً حرفياً عن الأصل الأعجمي، نظراً لعدم وجود مصطلح عربي يحمل نفس المعنى، وذلك وفق دراسة لغوية أجريت في جامعة محمد الصديق بن يحيى-جيجل. يظهر ذلك الاقتراض في المصطلحات التي أقرها المجمع سنة 1957م، وفيها وُضِع أيضاً مقابلٌ عربيٌّ للمصطلح هو الوصف اللوني، ولكن المجمع نشر المصطلح بصيغة الكروماتوجرافيا، مع إبدال الغين جيماً، في معجم الكيمياء والصيدلة المنشور سنة 1983م،

## طرق الكرماتوغرافيا

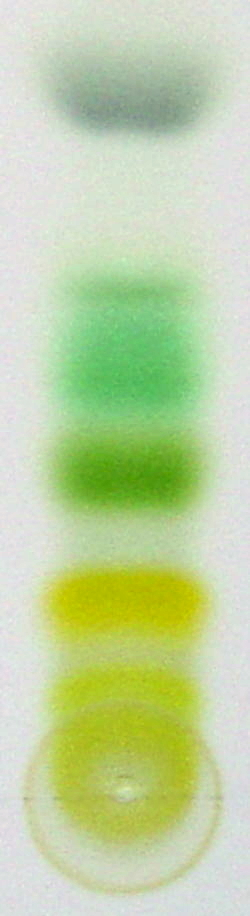
فصل مكونات باستعمال كرماتوغرافي الطبقة الرقيقة التجربة: تبين الصبغات النباتية التي تم فصلها باستعمال كرماتوغرافي الطبقة الرقيقة من مستخلصات نباتية

تعتمد التقنيات الكروماتوغرافية على طبيعة الدعامة المستعملة في الطور الصلب، وعلى المبادئ الأساسية الداخلة في فصل المكونات في المزيج قيد الدراسة. تستعمل ثلاثة أنواع من الدعائم في الكرماتوغرافيا هي الورقة والطبقة الرقيقة والعمود. وتؤدي إلى نشوء فئات من طرق الكروموتوغرافيا المتاحة.

### الكروماتوغرافيا المستوية
1. الكروماتوغرافيا الورقة:

يتألف الطور الساكن من صفيحة من الورق، حيث اُستخدم ورق الترشيح العادي في عمليات الفصل الكروماتوغرافي يمكن أن تكون بنية الورق من السيللوز أو الورق المعالج كيميائيًا. يتدفق الطور المتحرك السائل في شعيرات الورقة مسببةً الفصل الكروماتوغرافي. ومن فوائد هذه الطريقة بقاء المناطق المفصولة على الورقة ذاتها، حيث يمكن التعرف عليها أو استخلاصها. يمكن اختيار شكل النسيج المكون للورقة وسماكتها حسب طبيعة المواد المراد فصلها، أما أبعاد الورقة المستخدمة فهي عادة 1,5-2,5 سم عرضًا و25-30 سم طولاً.
1. كروماتوغرافيا الطبقة الرقيقة:

هي طريقة من طرائق الكروماتوغرافيا المستوية، ويرمز لها اختصاراً TLC من Thin Layer Chromatography، وتستخدم بهدف فصل مواد المزيج لمعرفة ألوانه لكن لا نحصل على مادة اللون بشكل محسوس. يوجد على الطرف الخلفي للصفيحة (الطبقة الرقيقة) معدن ألومنيوم أو زجاج ومغطاة بالسيليكا وهو الطور الساكن.
في دراسة استطاع بعض الباحثين استخدام كروماتوغرافيا الطبقات الرقيقة مع مكاشيف محددة في التحديد الكمي لعدد من المضادات الحيوية.

### كروماتوغرافيا العمود
يستعمل في الكروماتوغرافيا العمودية عادة الزجاج لدعم الطور الصلب، حيث يشترى الطور الصلب مسبقاً وينشط إذا لزم الأمر بتسخينه إلى درجة حرارة معينة، ويغسل في حالة راتينج المبادل الأيوني أو يبلل بالماء لينتفخ في حالة الترشيح الهلامي وتضاف العينة المراد فصلها إلى أعلى العمود ثم تلفظ بمذيب ملائم.
تختلف كروماتوغرافيا السائل عن الطرق الأخرى بأن الطور الساكن مؤلف من مادة خاملة مثل السيليكا أو البولي سيتارين المحتوي على مكونات أيونية مثل مجموعات الكربوكسيل أو مجموعات الأمونيوم، حيث يمكن أن تتبادل المكونات الأولية في العينة المارة في العمود مع المكونات الأيونية في الطور الساكن مؤدية إلى فصلها عن مكونات العينة الأخرى، يستعمل في كروموتوغرافيا العمود عادة الزجاج لدعم الطور الصلب.

### كروماتوغرافيا السائلة عالية الأداء
تعود أهمية الكروماتوغرافيا السائلة عالية الأداء (HPLC) إلى أن بعض المواد ليست بطيارة كفاية بحيث تستطيع فصلها بالكروماتوغرافيا الغازية، وتتطلب درجات الفصل العالية اتزانات مكتملة للمذابات بين الأطوار. لهذا يستخدم جسيمات دعم صلبة صغيرة جدًا وطبقات رقيقة من الطور السائل وحشوة مترابطة لتلك الجسيمات واقطار أعمدة صغيرة أيضًا.

### كروماتوغرافيا غازية
الكروماتوغرافيا الغازية GC يتكون الطور الغازي (المتحرك) غالبًا من غاز خامل يمكن أن يكون الهيدروجين أو الهيليوم أو النتروجين ويسمى الغاز الحامل وينساب الغاز عبر عمود في درجة حرارة معينة تتراوح بين 60م إلى أكثر من 200م لكي يتحول إلى أبخرة ويتم فصلها. تعد هذه التقنية وسيلة تحليلة مهمة لتحليل المواد الغذائية، وتكتسب أهميتها في دراسة تركيب الحموض الدهنية في الدهون والزيوت. تستخدم هذه الطريقة في فصل مزائج المواد المتطايرة مثل الفينولات.
هناك دراسة تشير إلى محاولة تطبيق البلورات السائلة على هيئة طور صلب في كروماتوغرافيا الغاز- السائل.

## أهمية الفصل الكروماتوغرافي
وطرق الفصل التقليدية مثل الترشيح والتقطير والترسيب غالبا ما نستخدم فيها التسخين والأحماض والقلويات، وهذه الطريقة تستغرق كثيرا من الوقت وكثيرا من الكواشف كما أن جزءا كبيرا من المادة يفقد في أثناء هذه العملية بجانب أن المركبات البيولوجية مثل بروتينات الدم مثلا.
ويعد التحليل الكروماتوجرافي من أهم طرق الفصل الحديثة كطريقة سهلة وسريعة تحافظ على كيان المركبات المراد فصلها وتصلح لفصل مكونات أي مخلوط سواء كان في الحالة الصلبة أو السائلة أو الغازية وكان لهذا النوع من التحليل الفضل الأول في التقدم الملموس في كيمياء البروتينات والمضادات الحيوية والهرمونات والفيتامينات..الخ.
تستخدم طرق التحليل الكروماتوغرافي في فصل مكونات الأعشاب والمنتجات الطبيعية عند استخدامها بديلاً للأدوية، بفصل كل مكون من المكونات بحالة نقية، واستخلاص المادة الفعالة دواءً. معنى ذلك أنه لتعرف مخلوط معين لابد من تحليله إلى مكوناته الأصلية بحالة نقية.

## التطبيقات
تستخدم طرق الفصل الكروماتوغرافي بشكل واسع باختلاف أشكالها في مجال الصناعات الدوائية والأبحاث الصيدلانية، وخاصة بالنسبة للكروماتوغرافيا السائلة عالية الأداء. فعلى سبيل المثال طورت طريقة كروماتوغرافيا سائلة عالية الأداء مؤشرة للثبات لمقايسة بنتوكسيفيلين في أشكاله الصيدلية؛ كما استخدمت بعض تطبيقات تقنية كروماتوغرافيا السائلة عالية الأداء أيضاً في تقدير عدد من العقاقير، مثل تريميثوبريم؛ وكلورديازبوكسيد؛ وسترات السيلدينافيل.
تستخدم الكروماتوغرافيا السائلة عالية الأداء أيضاً في مجال تحليل الأغذية مثل اللحوم والأسماك. كما تستخدم تقنية الكروماتوغرافيا الغازية في التحاليل البيئية، كما هو الحال في دراسة أجريت لمعرفة كفاءة الكتلة الجافة الحيوية لأحد أنواع الطحالب في إزالة الملوثات النفطية.